# Chira thysbe
Chira thysbe är en spindelart som beskrevs av Simon 1902. Chira thysbe ingår i släktet Chira och familjen hoppspindlar. Inga underarter finns listade i Catalogue of Life.